# Artur Beck
Artur Beck (ur. 9 czerwca 1984 w Warszawie) – polski przedsiębiorca, wielokrotny medalista zawodów żeglarskich, założyciel grupy marketingowej CreativeHarder Group. Od 2019 do 2021 Członek Rady Pracodawców Rzeczypospolitej Polskiej.
Absolwent Wydziału Prawa i Administracji Uniwersytetu Warszawskiego oraz Szkoły Głównej Handlowej.

## Wybrane sukcesy sportowe
W trakcie kariery sportowej reprezentował barwy m.in. klubu KS Spójnia Warszawa
- 2001: brązowy medal Mistrzostw Europy w klasie Laser 4.7
- 2002: srebrny medal w zawodach o Puchar Miasta Gdyni w klasie Laser Radial[2]
- 2002: srebrny medal w zawodach Utex-Ski-Yachting w klasie Laser Radial[3]
- 2002: 4. miejsce Pucharu Europy w klasie Laser Radial[4]